# Nanostrangalia modicata
Nanostrangalia modicata là một loài bọ cánh cứng trong họ Cerambycidae.